# Castelo de Rosmaninhal
O Castelo de Rosmaninhal, desaparecido, localizava-se na povoação e na freguesia de Rosmaninhal, no Município de Idanha-a-Nova, Distrito de Castelo Branco, na  antiga província da Beira Baixa, em Portugal.
Castelo raiano, isolado, do qual restam apenas vestígios em precárias condições de conservação.

### Antecedentes
A primitiva ocupação humana da região remonta à pré-história, conforme os testemunhos arqueológicos nela abundantes. Posteriormente romanizada, aqui foi explorado o ouro de aluvião.

### O castelo medieval
À época da Reconquista cristã da Península Ibérica, os domínios do Rosmaninhal, assim como o de outras povoações da raia (Segura, Monsanto, Idanha-a-Velha, Salvaterra do Extremo e toda a região entre o rio Zêzere e o rio Erges) passaram a pertencer aos cristãos, integrando os domínios do Condado Portucalense. Com a Independência de Portugal, D. Afonso Henriques (1112-1185) a área do Rosmaninhal encontrava-se compreendida nos domínios de Idanha-a-Velha e Monsanto, doados aos cavaleiros da Ordem dos Templários em 30 de Novembro de 1165, para que os repovoassem e defendessem.
Embora não haja informações seguras acerca da fortificação de Rosmaninhal, acredita-se que a mesma tenha sido iniciada sob o reinado de D. Sancho II (1223-1248), provavelmente a partir de 1229, ano em que foram passados tanto o foral de Idanha-a-Velha, quanto o de Salvaterra do Extremo.
À época de D. Dinis, em documento integrante de um processo contra a Ordem dos Templários, encontra-se referido o Castelo do Rosmaninhal, cujos domínios, a partir de 1319, passaram para a Ordem de Cristo. Eram seus comendadores e Alcaides-Mor os marqueses de Fronteira. A partir de então, a povoação conheceu um novo alento de tal forma que, à época de D. Manuel I (1495-1521) recebeu o seu primeiro e único foral, a 1 de Junho de 1510. Neste período o castelo já se encontrava desaparecido, uma vez que no Tombo da Comenda da Ordem de Cristo do Ano de 1505 do Rosmaninhal, a Leste da Igreja de Nossa Senhora, em uma elevação onde à época existiam alicerces de parede com um arco ainda levantado, constava ter sido feito um castelo da vila.

### Da Guerra de Sucessão Espanhola aos nossos dias
No contexto da Guerra da Sucessão Espanhola, o Rosmaninhal foi de novo murado (1704), de acordo com a informação do vigário da povoação, Diogo Vaz Magro, nas "Memórias Paroquiais de 1758", que relatou:
(…) 6. A parrochia está no simo da villa e outeiro dentro de um forte do povo, contíguo a um forte del Rey, que tem suas pessas.
(…) 25. A Vila foi murada por El Rei na Guerra de Setecentos e Quatro como também tinha o já tinha sido na do Levantamento, não é propriamente Praça que esteja guarnecida mas sim tem um forte de El Rei com suas pessas que no tempo da guerra costumam guarnecer os Reis com gente militar e os muros estão em muita parte demolidos e os quartéis de El Rei e fortes.
A vila foi sede de Concelho até 1836, quando este foi suprimido e anexado ao de Salvaterra do Extremo.
Pouco resta do castelo medieval ou das defesas setecentistas. A Junta de Freguesia fez instalar um cemitério sobre os restos das suas muralhas, encobrindo-as e descaracterizando-as. Não há informações sobre a proteção ou classificação deste património.